# Бљечева
Бљечева је насељено мјесто у општини Братунац, Република Српска, БиХ. Према прелиминарним подацима пописа становништва 2013. године, у насељу је живјело 180 становника.

## Географија
Обухвата подручје од 461 хектара.

## Становништво
Према попису становништва из 1991. године, мјесто је имало 609 становника. Већина становника су Бошњаци.
| Националност       | 1991.        |
| Муслимани          | 532 (87,35%) |
| Срби               | 71 (11,65%)  |
| Југословени        | 4 (0,65%)    |
| остали и непознато | 2 (0,33%)    |
| укупно             | 609          |

| Демографија | Демографија | Демографија |
| Година      | Становника  | Становника  |
| ----------- | ----------- | ----------- |
| 1948.       | 372         |             |
| 1953.       | 449         |             |
| 1961.       | 509         |             |
| 1971.       | 597         |             |
| 1981.       | 650         |             |
| 1991.       | 607         |             |
| 2013.       | 180         |             |